# Gungnir

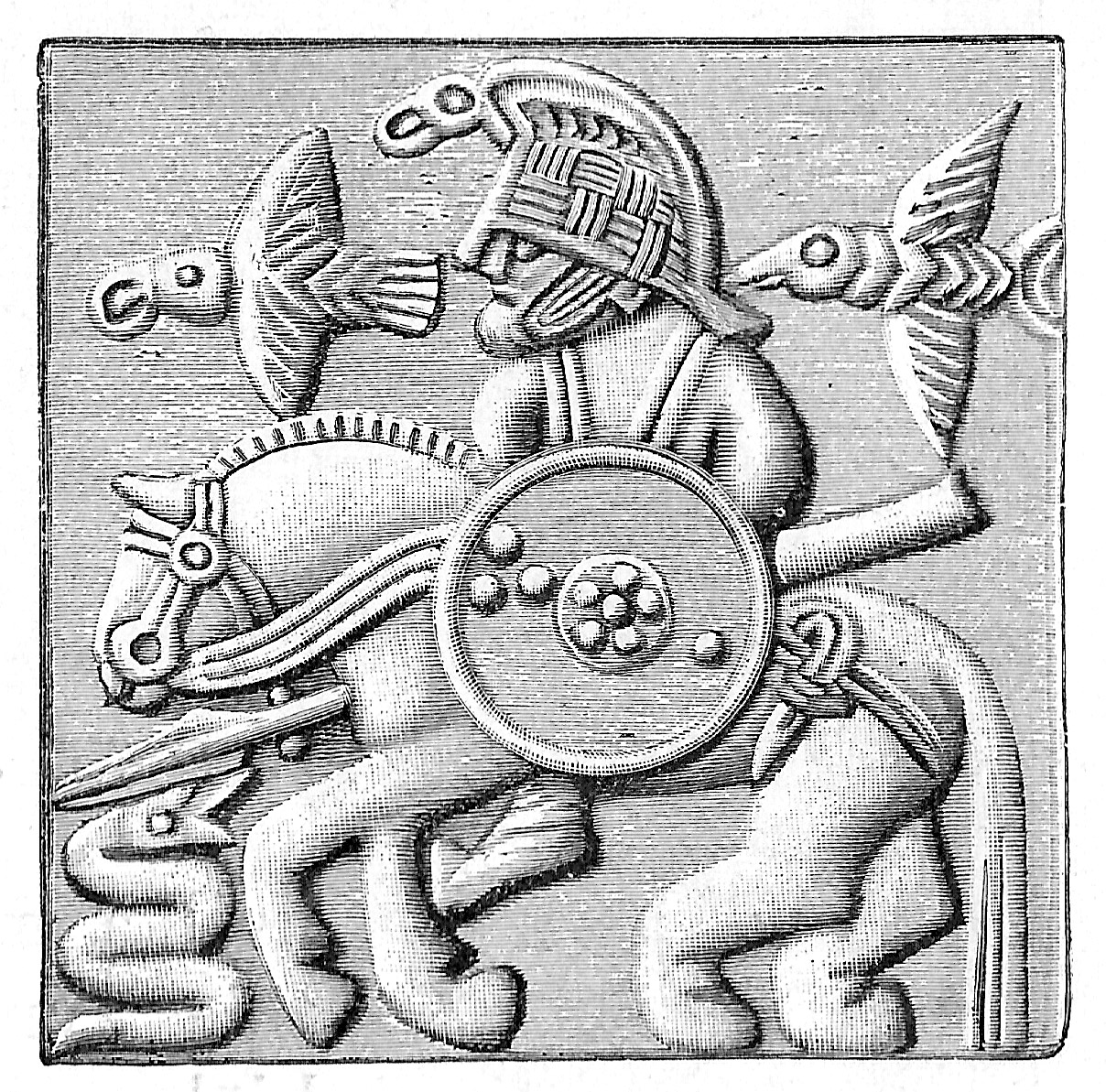
Vendelzeitliche Bronzeplatte, auf der vermutlich Odin auf seinem Pferd Sleipnir mit seinen beiden Raben Hugin und Munin und seinem Speer Gungnir dargestellt ist.

Gungnir-Rune (angelsächsische Gār-Rune)

Gungnir (altnordisch für „der Schwankende“) ist der Name des Speeres von Odin, dem höchsten Gott der nordischen Mythologie. Es wird manchmal angenommen, dass mit diesem Speer der Krieg in die Welt gebracht wurde, als der Allvater ihn ins Heer der Wanen warf. Laut der Geschichte seiner Herstellung wurde Gungnir aber erst nach dem Wanenkrieg geschmiedet.
Die Söhne des Zwerges Ivaldi stellten Gungnir her und schenkten ihn Odin. Loki überbrachte ihn zusammen mit dem goldenen Haar für Sif und dem Schiff Skidbladnir für den Wanengott Freyr. Er versicherte, dass der Speer nie sein Ziel verfehle und immer zu seinem Besitzer zurückkehre, genau wie Thors Hammer Mjölnir.

## Rezeption
Bei der nach Gungnir benannten Rune handelt es sich um eine Übereinanderlegung (‚Binderune‘) der Ingwaz- und Gebo-Runen. Im altenglischen Runenalphabet findet sich die Rune als Gār (deutsch: „Speer“) genannte Abwandlung der Gebo-Rune.
Wie andere Runen und Bezüge zur nordnischen Mythologie findet Gungnir bei rechtsesoterischen Gruppierungen, aber auch im Neopaganismus Anklang. Ein Förderverein des rechtsextremen Thule-Seminars war nach Gungnir benannt. Im Zuge des russischen Überfalls auf die Ukraine berichteten russische und westeuropäische Zeitungen 2024 über die Verwendung der Gungnir-Rune durch die Sewer-Bridgade der russischen Streitkräfte.